# Aarberg
Ne doit pas être confondu avec Aarburg.
Aarberg est une ville et une commune suisse du canton de Berne, située dans l'arrondissement administratif du Seeland.

## Géographie

Photo aérienne par Walter Mittelholzer (1919)

Bourg médiéval avec au centre une très grande place, Aarberg est située à 20 km au nord-ouest de Berne, dans la plaine du Seeland. Son altitude est de 456 mètres.
Aarberg mesure 7,92 km2. 23,5% de cette superficie correspond à des surfaces d'habitat ou d'infrastructure, 44,3% à des surfaces agricoles, 29,5% à des surfaces boisées et 2,7% à des surfaces improductives.
Elle se situe sur le cours de l'Aar, qui, depuis la correction des eaux du Jura s'écoule par le canal de Hagneck pour se jeter dans le lac de Bienne. L'ancienne Aar y prend son cours pour rejoindre le canal de Nidau-Büren à Büren an der Aare.
La commune est limitrophe de Bargen, Kappelen, Lyss, Seedorf et Radelfingen.

## Histoire
La ville, qui faisait partie du district du Seeland avec Cerlier, Nidau et Büren, est construite sur une île vers 1027 par le duc de Souabe Ernest II à l'occasion de la guerre qu'il faisait à son beau-père Conrad II le Salique. Ernest II avait fait creuser un canal latéral à la rivière pour défendre le camp retranché qu'il avait établi sur l'îlot. Il faut attendre 1271 pour voir une ville s'y élever sous l'impulsion d'Ulrich de Neuchâtel-Aarberg, comte d'Aarberg, seigneur de Valangin et de Willisau, petit-fils d'Ulrich III de Neuchâtel. Ulrich lui donne à cette occasion ses franchises laissant au choix du comte l'avoyer ou le châtelain alors que les habitants pouvaient nommer le maître d'école, le gardien des portes de la ville et l'huissier. Les comtes d'Aarberg s'allient très vite avec Berne qui permet la libération de Guillaume lorsque celui-ci, qui était en guerre avec son fils Pierre, fut fait prisonnier par ce dernier.
Lors de la guerre de Laupen les terres d'Aarberg sont ravagées par les Bernois qui ne pouvaient pas déloger Pierre d'Aarberg de sa forteresse. Ce dernier devait décéder de la lèpre, c'est pourquoi le château d'Aarberg fut délaissé par les baillis successifs qui par ce fait résidaient à Berne. En 1379 la seigneurie d'Aarberg est définitivement annexée à la ville de Berne. Un siècle plus tard, en 1477 la ville est entièrement détruite par un incendie.
En 1687, 111 personnes se noient lorsque deux bateaux chargés à bloc coulent dans l'Aar, près d'Aarberg.
En 1906 et 1908, deux nécropoles celtes remontant à la période laténienne du IIIe siècle av. J.-C. sont fouillées.

## Population

### Démographie
Aarberg possède 3 954 habitants en 2008. Sa densité de population atteint 499 hab./km2.
Le graphique suivant résume l'évolution de la population d'Aarberg entre 1850 et 2008 :

### Surnom
Les habitants de la commune sont surnommés les Albrechts ou les Albrecs par les Neuchâtelois.

## Transports
- Ligne ferroviaire CFF Lausanne-Payerne-Lyss
- Autoroute A6 Bienne-Wimmis, sortie 6 Lyss-Sud
- Ligne postale Berne-Aarberg
- Ligne postale Bienne-Aarberg

## Monuments et curiosités

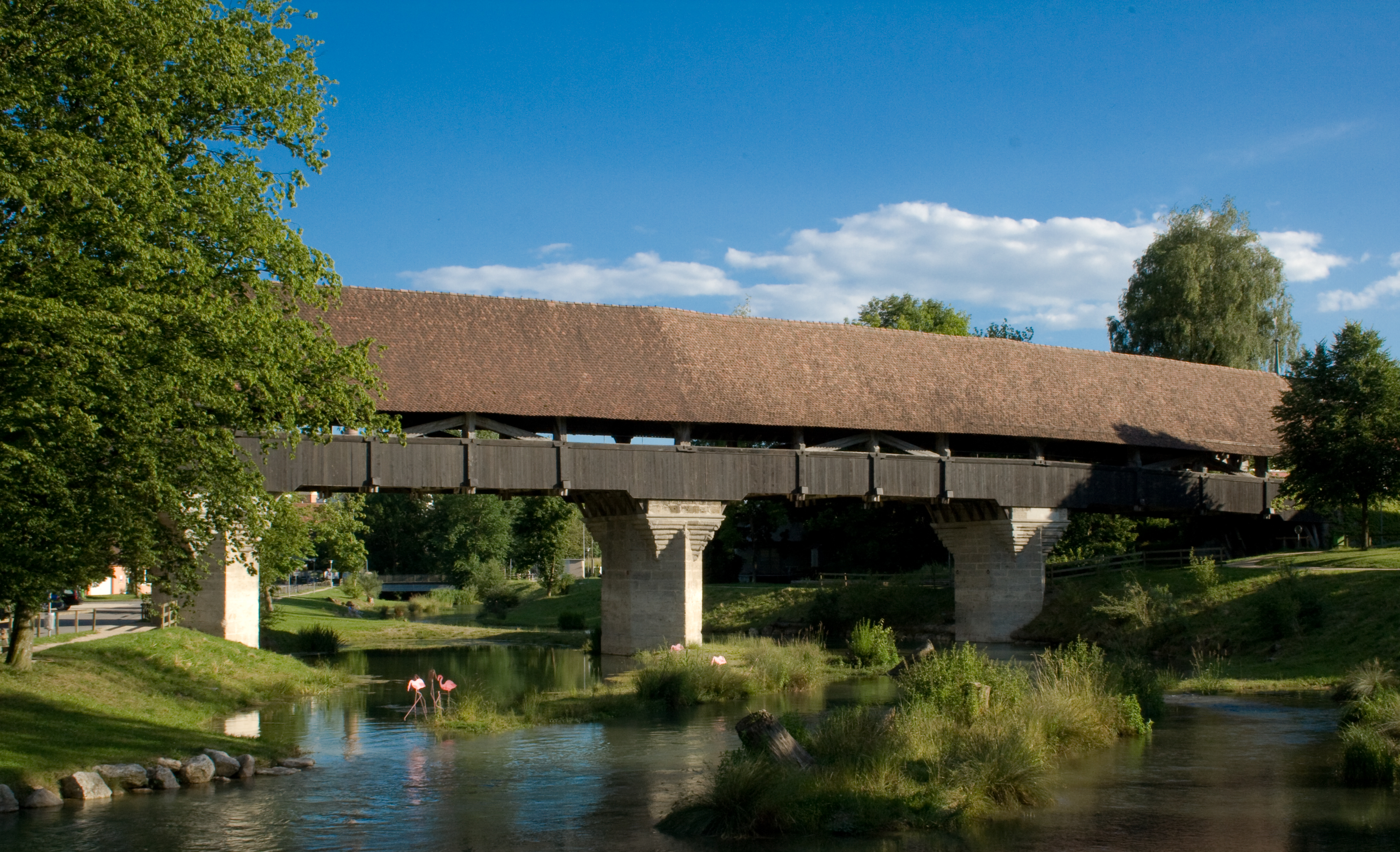
Pont couvert sur l'ancien cours de l'Aar.

Aarberg est une petite ville de plan rectangulaire dont les maisons sont alignées le long de l'ancienne rue du marché ; elles ont conservé le caractère individuel du Moyen Âge tardif, bien que leurs structures remontent pour l'essentiel aux XVIIIe et XIXe siècles.
Le château, aujourd'hui un bâtiment administratif, a probablement été construit à la fin du XVIIe siècle en style post-gothique pour servir de résidence aux baillis. La répartition des fenêtres a été unifiée au XVIIIe siècle À l'intérieur, une galerie est ornée des armes de plus de quatre-vingt baillis.
L'église réformée a été construite en 1484 en style gothique tardif. Son clocher date de 1529. À l'intérieur, on peut voir six vitraux Renaissance.
À la sortie occidentale de la localité se trouve un pont de bois datant de 1568 qui franchit l'ancienne Aar. Il s'agit d'un pont couvert à quatre travées et à fermes triangulaires qui est supporté par des piles en pierre, au sec depuis la construction du canal de Hagneck (1868-70). Les mascarons dans les travées étaient censés éloigner les mauvais esprits des eaux.

## Industrie
Une raffinerie de sucre est implantée à Aarberg. Elle a été fondée en 1912. Chaque année, des betteraves sucrières provenant de la Suisse occidentale sont traitées entre fin septembre et fin décembre. Elle occupe 180 collaborateurs.